# Сильный (эсминец, 1905)
«Сильный» — эскадренный миноносец (контрминоносец) типа «Деятельный».

## История строительства
Эскадренный миноносец заложен в начале 1905 года на стапеле «Невского судомеханического завода» в Санкт-Петербурге по заказу Морского ведомства России. 2 (15) апреля 1905 года зачислен в списки судов Балтийского флота, спущен на воду 23 августа (5 сентября) 1905 года, вступил в строй 22 ноября (5 декабря) 1907 года. 27 сентября (10 октября) 1907 года официально причислен к подклассу эскадренных миноносцев.

## История службы
В 1911—1912 годах «Сильный» прошёл капитальный ремонт. Принимал участие в Первой мировой войне, участвовал в обороне Рижского залива, нёс дозорную и конвойную службу, выставлял минные заграждения в Моонзундском заливе. Принимал участие в Ирбенской (1915) и Моонзундской (1917) операциях. Участвовал в Февральской революции. С 25 октября (7 ноября) 1917 года в составе Красного Балтийского флота.
12 апреля 1918 года из-за невозможности проводки во льдах оставлен в Гельсингфорсе и в так называемом Ледовом походе участия не принимал. Позднее был интернирован германским командованием. 5-7 мая 1918 по условиям Брестского договора и Гангеуддского соглашения «Сильный» был возвращён РСФСР и переведён в Кронштадт, после чего выведен из боевого состава и сдан Кронштадтскому военному порту на хранение.
21 апреля 1921 года вошёл в состав Морских сил Балтийского моря. В 1924 году передан Комгосфондов для разоружения, демонтажа и разделки на металл. 21 ноября 1925 года исключён из списков кораблей РККФ.